# Domnitor
Domnitor (pl. domnitori, av domn, "herre") var den officiella rumänska titeln för härskaren i Valakiet och Moldavien åren 1859-1866. 
I äldre tid användes först vojvod och sedan hospodar som benämningen för härskaren/regenten i Valakiet såväl som i Moldavien, även under osmanskt styre.